# Odzywka naturalna
Odzywka naturalna – odzywka w brydżu, która oprócz tego, że jest deklaracją wzięcia określonej liczby lew, przekazuje również w sposób naturalny informacje o wartościach posiadanych w kolorze odzywki. Odzywka taka, potencjalnie, w każdej chwili może stać się kontraktem ostatecznym.
Odzywki naturalne stały się podstawą naturalnego sposobu licytacji opracowanego już w 1927 roku przez Eliego Culbertsona i wciąż są stosowane w większości współczesnych systemów licytacyjnych.
Według sformułowanej przez Culbertsona Zasady wywiadu każda odzywka powinna przekazywać informacje partnerowi, aby przybliżyć mu obraz posiadanej karty.
Odzywka naturalna informuje zwykle o posiadaniu co najmniej 4 kart w zalicytowanym kolorze i proponuje ten kolor jako atutowy. 
W zależności od sekwencji licytacyjnej i stosowanego systemu licytacji pierwsza odzywka w dany kolor może wskazywać na posiadanie większej ilości kart np. 5 lub 6, a nawet 7 lub 8.
Ponowne zgłoszenie odzywki w kolor już licytowany zazwyczaj wskazuje na posiadanie jednej karty więcej niż przyrzekała to pierwsza odzywka. 
Jeśli partner zgłaszającego odzywkę naturalną licytuje wyżej w ten sam kolor, to w naturalny sposób informuje o posiadaniu kilku kart uzupełnienia w licytowanym kolorze i potwierdza, że ten kolor może być atutowym podczas rozgrywki. 
Dobry kolor atutowy powinien liczyć co najmniej 8 kart na obu rękach partnerów. 
W środkowej fazie licytacji, po ustaleniu koloru atutowego, odzywka naturalna może informować o skupieniu honorów w zgłoszonym kolorze. 
Odzywki w bez atu (BA) nie proponują koloru atutowego, a zatem informują o w miarę zrównoważonym rozkładzie ręki, bez długiego koloru lub bez poparcia w kolorze partnera, oraz przeważnie o równomiernie rozłożonych honorach. 
Każda odzywka naturalna przyrzeka także określoną siłę honorową posiadanej karty zgodnie z Zasadą bezpieczeństwa. Ponadto, często przekazuje także intencje licytującego. 
W zależności od sekwencji licytacyjnej odzywka naturalna może być forsująca, zachęcająca lub zniechęcająca do dalszej licytacji.